# 박사로
박사로(Baksa-ro)는 강원특별자치도 춘천시 서면 의암교차로에서 춘천시 서면 서상교차로을 잇는 도로이다.

## 주요 경유지
강원특별자치도
- 춘천시 (서면)

## 노선
| 이름        | 접속 노선                                 | 소재지 | 소재지 | 비고 |
| ----------- | ----------------------------------------- | ------ | ------ | ---- |
| 의암 교차로 | 국도 제46호선 (경춘로)                    | 춘천시 | 서면   |      |
| 덕두원교    |                                           | 춘천시 | 서면   |      |
| 현암교      |                                           | 춘천시 | 서면   |      |
| 자자고개    |                                           | 춘천시 | 서면   |      |
| 신매 교차로 | 국가지원지방도 제70호선 (서상로) 신샘밭로 | 춘천시 | 서면   |      |
| 서상3교     |                                           | 춘천시 | 서면   |      |
| 서상 교차로 | 국가지원지방도 제70호선 (서상로)          | 춘천시 | 서면   |      |

## 주요 건물 및 시설
- GS25 춘천애니점 (박사로 842/현암리 319)
- SK에너지 동서주유소 (박사로 883/금산리 1135)
- 농협 서춘천 농협 하나로마트 본점 (박사로 910/금산리 988-1)
- CU 춘천서면점 (박사로 929/금산리 999-1)
- 강원애니고등학교 (박사로 1025/금산리 산592-21)
- 농협 서춘천농협 주유소 (빅사로 1266/신매리 819-2)
- 서상초등학교 (박사로 1348/신매리 329-1)